# Eugenia Correia Pires
Eugenia Correia Pires (Sant Julià de Lòria, 2005) és una estudiant, músic i cantant andorrana d'origen portuguès. És considerada un dels talents musicals més joves del Principat d'Andorra, amb una trajectòria significativa en bandes musicals i concursos de talent.
De família portuguesa i estudiant del Lycée Comte de Foix d'Andorra la Vella, s'immergí en el món de la música a 9 anys a través de l'Espai de música moderna del país. Es donà a conèixer a l'inici del 2020, amb 14 anys, a través de concerts al balcó durant el confinament domiciliari provocat per la pandèmia de COVID-19. Els mesos posteriors participà de diverses actuacions i activitats del comú de Sant Julià de Lòria tals com concerts en viu amb la seva banda Blau i Vermell o al programa digital Canta i Toca.
A banda del cant, Correia Pires toca la guitarra, el piano i l'acordió diatònic —aquest darrer per influència de la seva família portuguesa. La primavera del 2022 prengué part de la iniciativa MovLav laurediana, de la qual resultà guanyadora en la secció musical. Tres setmanes més tard, guanyà també el concurs de talent Talentejant promogut pel comú d'Escaldes-Engordany. A banda d'aquests concursos, forma part de manera regular del grup constuït pel també cantautor catalanoandorrà Juli Barrero i la banda The Hot Pockets.